# Hurums kommun

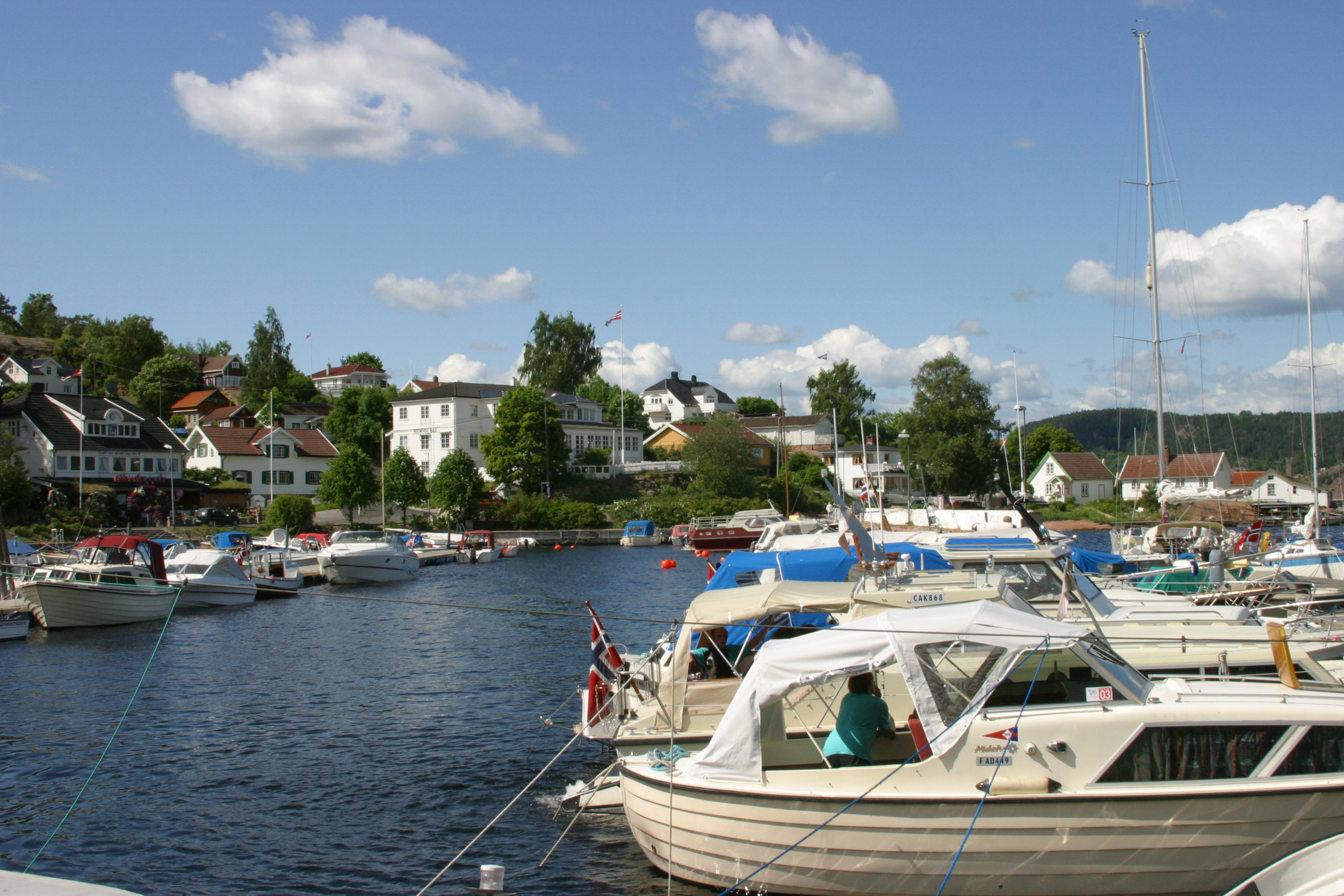
Holmsbu hamn.

Hurums kommun (norska: Hurum kommune) var en kommun på Hurumlandet i Buskerud fylke i östra Norge. 
Kommunen upphörde den 1 januari 2020, då den (tillsammans med Røykens kommun) slogs ihop med Askers kommun (som ligger i Akershus fylke). 
Den gränsade i norr till Røykens kommun. Den låg mellan Oslofjorden och Drammensfjorden. Högsta punkten i området är Stikkvannskollen på 361 meter. Administrativt centrum var Klokkarstua.
De flesta invånarna bor i Sætre, Tofte, Holmsbu och Klokkarstua. Mindre orter är Filtvet, Kana och Rødtangen.

## Kända personer från Hurum
- Reiulf Steen, politiker
- Offpist, rockband
- Ludvik and the beatowens, rockband
- Tommy Steine, stand up komiker och programleder
- Tone Bråthen, operasångerska